# Symphony of Destruction
Symphony of Destruction – utwór amerykańskiej grupy Megadeth, wydany jako singel promujący wydany w 1992 album pt. Countdown to Extinction. Jest to jeden z najbardziej znanych i najważniejszych utworów grupy. Uważany jest za jeden z najlepszych metalowych utworów lat 90. Piosenka jest grana niemalże na wszystkich koncertach grupy, zajmuje czwarte miejsce pod względem odgrywania jej na żywo. Całkowitym autorem utworu jest frontman grupy - Dave Mustaine. Podobnie jak kilka innych, teledysk do tego utworu został ocenzurowany przez telewizję MTV.